# 高橋哲夫 (歴史学者)
高橋 哲夫（たかはし てつお、1918年 - 2008年1月24日）は、日本の歴史学者、郡山女子大学短期大学部教授。福島県、特に三春町における自由民権運動について多数の著作を残した郷土史研究家。

## 経歴
福島県三春町出身。高校教師となり、福島県立会津女子高等学校（福島県立葵高等学校の前身）や福島県立安積高等学校で教鞭を執った後、郡山女子大学短期大学部教授となり、郡山女子大学図書館長も務めた。佐藤栄佐久は、安積高時代の教え子のひとりである。
高校教師であったころから、福島事件など河野広中の活動を中心に多数の著作を発表していた高橋は、絵画の技量も達者で、著書の挿画なども手がけていた。
晩年には、三春町に「自由民権発祥の地」の記念碑を建立する企画に関わった。
三春町の歴史民俗資料館に付設された自由民権記念館には、「自由民権運動研究家 高橋哲夫先生の足跡」というコーナーが設けられている。

## 著書

### 単著
- 福島自由民権運動史：その踏査と研究、理論社、1954年
- 歴史の教室、新評論社（教育新書）、1956年
- 安積開拓史：ある偉大な遺産 - 実地調査近代史、理論社、1963年
- 福島民権家列伝、福島民報社、1967年
- 福島事件、三一書房、1970年（新版：1981年）
- 福島人物の歴史 第12巻、歴史春秋社、1977年
- 明治の士族：福島県における士族の動向、歴史春秋社、1980年
- 河野広中小伝、福島民友新聞社、1980年（歴史春秋出版から再刊、2004年）
- 写真図説福島自由民権史、歴史春秋社、1981年
- 加波山事件と青年群像、国書刊行会、1984年
- ふくしま知事列伝、福島民報社、1988年
- 丹羽村の誕生：会津藩士丹羽五郎の生涯、歴史春秋出版、1989年
- 安積の時代：『貧しき人々の群』の舞台 桑野村の誕生、歴史春秋出版、1994年
- 風雲・ふくしまの民権壮士、歴史春秋出版（歴春ふくしま文庫 64）、2002年

### 共著
- （福本武久との共著）会津武士：山本覚馬・丹羽五郎、歴史春秋出版、1991年